# Okręg wyborczy South Colchester and Maldon
Okręg wyborczy South Colchester and Maldon powstał w 1983 r. i wysyłał do brytyjskiej Izby Gmin jednego deputowanego. Okręg był położony w hrabstwie Essex. Został zlikwidowany w 1997 r.

## Deputowani do brytyjskiej Izby Gmin z okręgu South Colchester and Maldon
- 1983–1992: John Wakeham, Partia Konserwatywna
- 1992–1997: John Whittingdale, Partia Konserwatywna